# Tratado de Fontainebleau (1631)
El Tratado de Fontainebleau fue firmado el 30 de mayo de 1631 por Maximiliano I, duque y elector de Baviera, y por el rey de Francia Luis XIII. El acuerdo establecía una alianza secreta entre los dos estados católicos durante la Guerra de los Treinta Años.

## Términos
El tratado, que debía estar vigente por ocho años, determinaba la asistencia militar francesa en caso de un ataque sobre Baviera. Asimismo, Francia confirmaba la posesión bávara del Alto Palatinado y su estatus como un electorado. Por su parte, Maximiliano prometió no apoyar a los enemigos de Francias, tales como las fuerzas imperiales de los Habsburgo austríacos.

## Consecuencias
El tratado probó su inutilidad en 1631 cuando el rey protestante Gustavo II Adolfo de Suecia (aliado de Francia) atacó Baviera que no recibió ayuda francesa. Francia sostuvo que Baviera había iniciado el conflicto con Suecia y tal acción había anulado el tratado. En realidad, la ayuda francesa a Suecia y Baviera habría sido contraproducente. El cardenal Richelieu de Francia había tenido la impresión de que Suecia respetaría la neutralidad de Baviera durante la guerra de Suecia contra los Habsburgo. Debido a que el Tratado de Fontainebleau había fracasado en proveer seguridad a Baviera, Maximiliano alió su estado con el partido imperial de Viena.